# Festival de Nohant
Le Festival de Nohant, en Berry, est un festival de musique qui se tient chaque été, aux mois de juin et juillet. Consacré à la période romantique, il propose des programmes essentiellement centrés sur le récital de piano, la musique de chambre, les spectacles littéraires et musicaux et les causeries.
Il est l’héritier des deux manifestations qu’ont été les Fêtes romantiques de Nohant et les Rencontres internationales Frédéric Chopin. Leur réunion en une manifestation unique en définit l’ambition, celle de devenir le grand festival français dédié au romantisme à travers ses formes différentes, piano, musique de chambre, chant, et ce répertoire dont le XIXe siècle constitue le cœur et dont Frédéric Chopin est une effigie majeure.
Créé en 2010, année du bicentenaire de la naissance de Chopin, dans cette Vallée noire de George Sand, le Festival de Nohant a, selon ses organisateurs, « vocation à devenir un phare ».

## Organisation
Le Festival de Nohant est organisé par l'association Musique au pays de George Sand, présidée par Yves Henry. Le conseiller artistique est Jean-Yves Clément.
Le prix Pelléas, qui récompense un ouvrage de littérature consacré à la musique, est décerné chaque année à l'occasion du lancement du festival.